# Palazzo dell'Antella

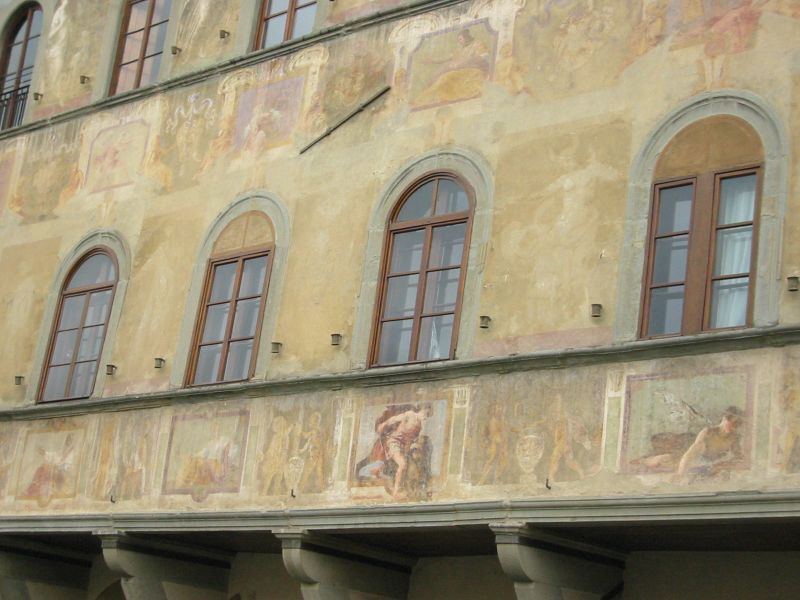
Facciata

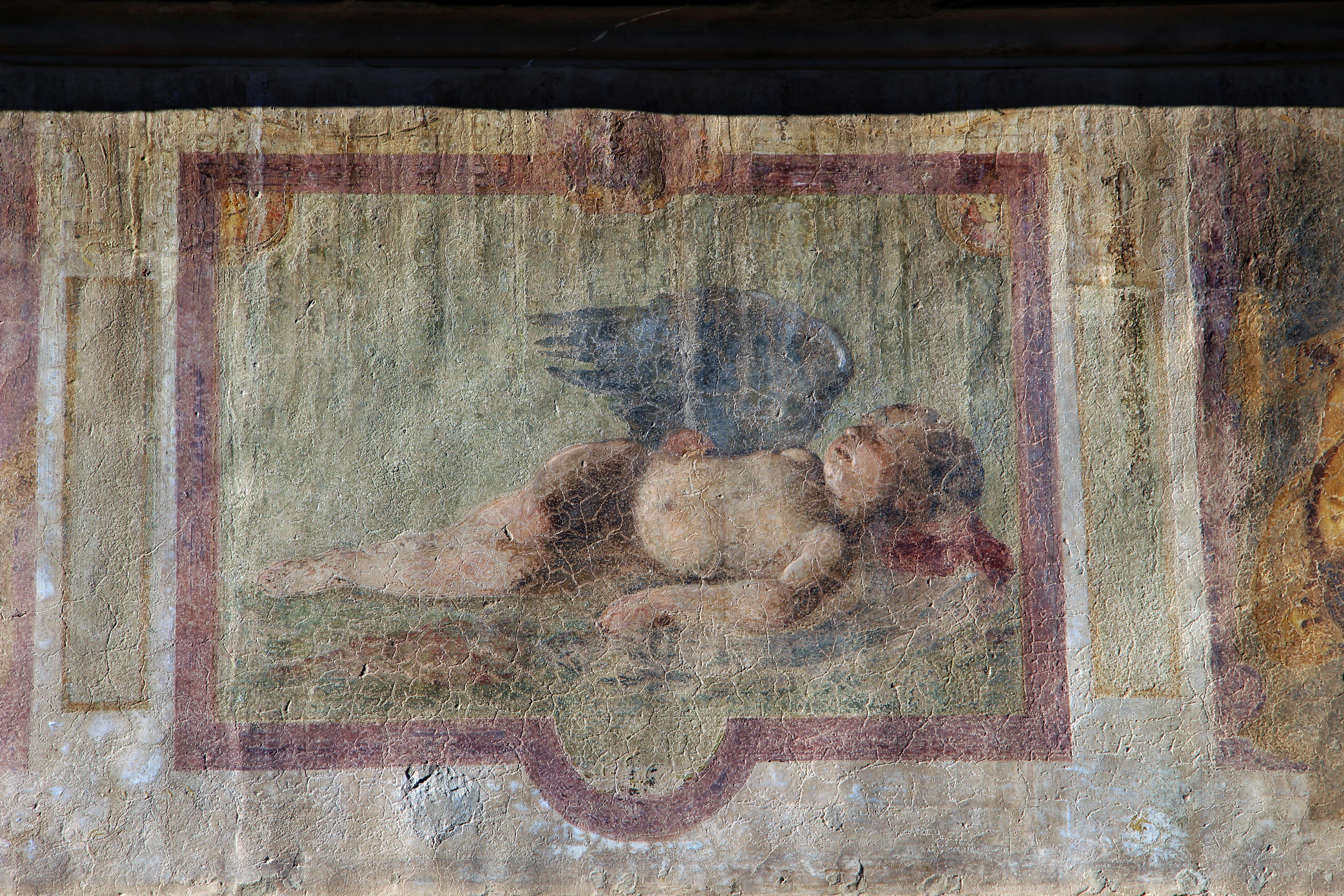
L'affresco dell'Amorino

Il palazzo dell'Antella, o degli Antellesi o degli Sporti, è un edificio storico di Firenze, situato sul lato sud di piazza Santa Croce, ai numeri 20-21-22. È frutto di ripetuti ampliamenti susseguitisi nel corso del tempo, unificando in un'unica struttura più abitazioni adiacenti.

## Storia
Il palazzo nasce dall'accorpamento di più case appartenenti alla famiglia dei Ricoveri, passate ai Del Barbigia. Il primo ampliamento significativo risale alla seconda metà del Cinquecento: l'edificio venne sopraelevato di un piano, compreso un mezzanino, e gli sporti in legno furono sostituiti con quelli di pietra visibili ancora oggi, in tutto quattordici, che servono a sostenere il prospetto aggettante, come ricorda il diarista Lapini nel novembre del 1562. Non si conosce l'architetto del palazzo, ma si pensa che sia qualcuno della cerchia di Baccio d'Agnolo.
Ai primi del Seicento il palazzo passò al senatore Niccolò dell'Antella, attraverso la dote della moglie Costanza del Barbigia. Il Dell'Antella, luogotenente dell'Accademia del disegno, acquistò con i fratelli ulteriori edifici confinanti e incaricò nel 1619 l'architetto Giulio Parigi di dare disegno unitario alle proprietà e definire il palazzo nei termini attuali, sempre mantenendo l'ampia facciata a sporti in pietra. Per conferire un aspetto unitario alla proprietà fece dipingere interamente la facciata con affreschi secondo un programma allegorico elaborato dallo stesso Parigi, teso a esaltare la famiglia e il buon governo mediceo (si veda il busto di Cosimo II posto sull'ingresso che si pone come centro dell'iconografia), e ad esemplificare l'abilità degli artisti legati all'Accademia. Le pitture furono realizzate in appena venti giornate di lavoro tra il 1619 e il 1620 da una équipe di tredici giovani artisti diretti da Giovanni da San Giovanni (ne diede un esteso resoconto Filippo Baldinucci). Gli artisti impegnati nell'impresa, oltre a Giovanni, pittore di corte del granduca, furono:
- Domenico Passignano
- Matteo Rosselli
- Ottavio Vannini
- Fabrizio Boschi
- Michelangelo Cinganelli
- Nicodemo Ferrucci
- Andrea del Bello
- Michele Buffini
- Antonio Guerrini
- Filippo Tarchiani
- Cosimo Milanesi
- Stefano da Quinto

I Dell'Antella si estinsero nel 1698 e in seguito il palazzo passò per via ereditaria ai Dal Borgo, quindi ai Lotteringhi della Stufa e ai de' Nobili. L'edificio venne acquistato nel 1925 da Delfino Cinelli che fece restaurare le pitture da Amedeo Benini (si tenga presente che già Follini e Rastrelli avevano ricordata la facciata nel 1794 come "in gran parte lacera e guasta", tanto da andare "insensibilmente perdendosi").

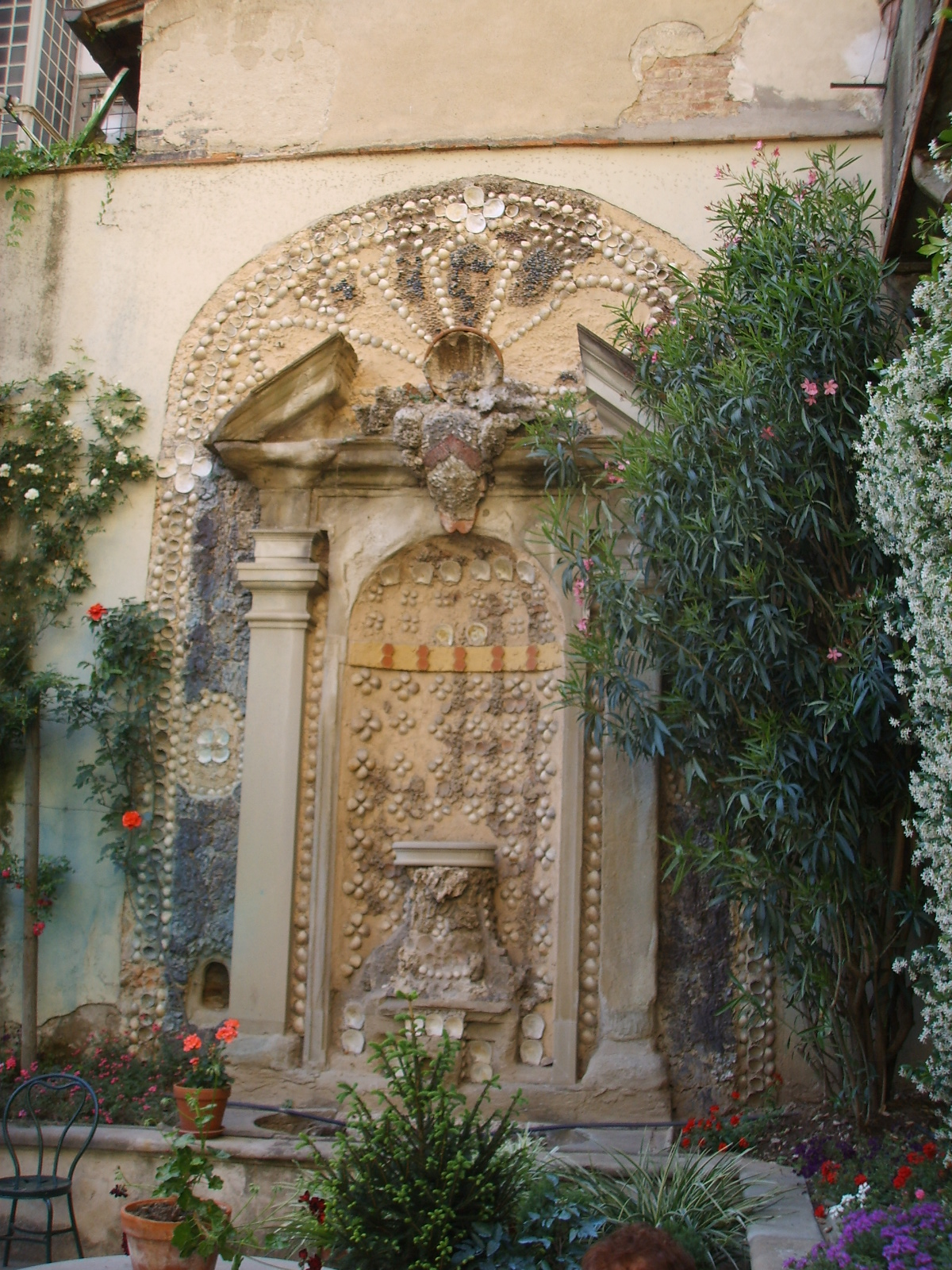
La fontana-ninfeo

Un nuovo intervento fu condotto tra il 1991 e il 1992 per le cure della Soprintendenza per i beni ambientali e architettonici di Firenze, a risarcire una situazione che Mario Bucci e Leonardo Ginori Lisci consideravano nuovamente decisamente compromessa. Al piano terreno un intervento di restauro novecentesco ha riportato in luce elementi della costruzione tre quattrocentesca.
Il palazzo appare nell'elenco redatto nel 1901 dalla Direzione generale delle antichità e belle arti, quale edificio monumentale da considerare patrimonio artistico nazionale.

## Descrizione

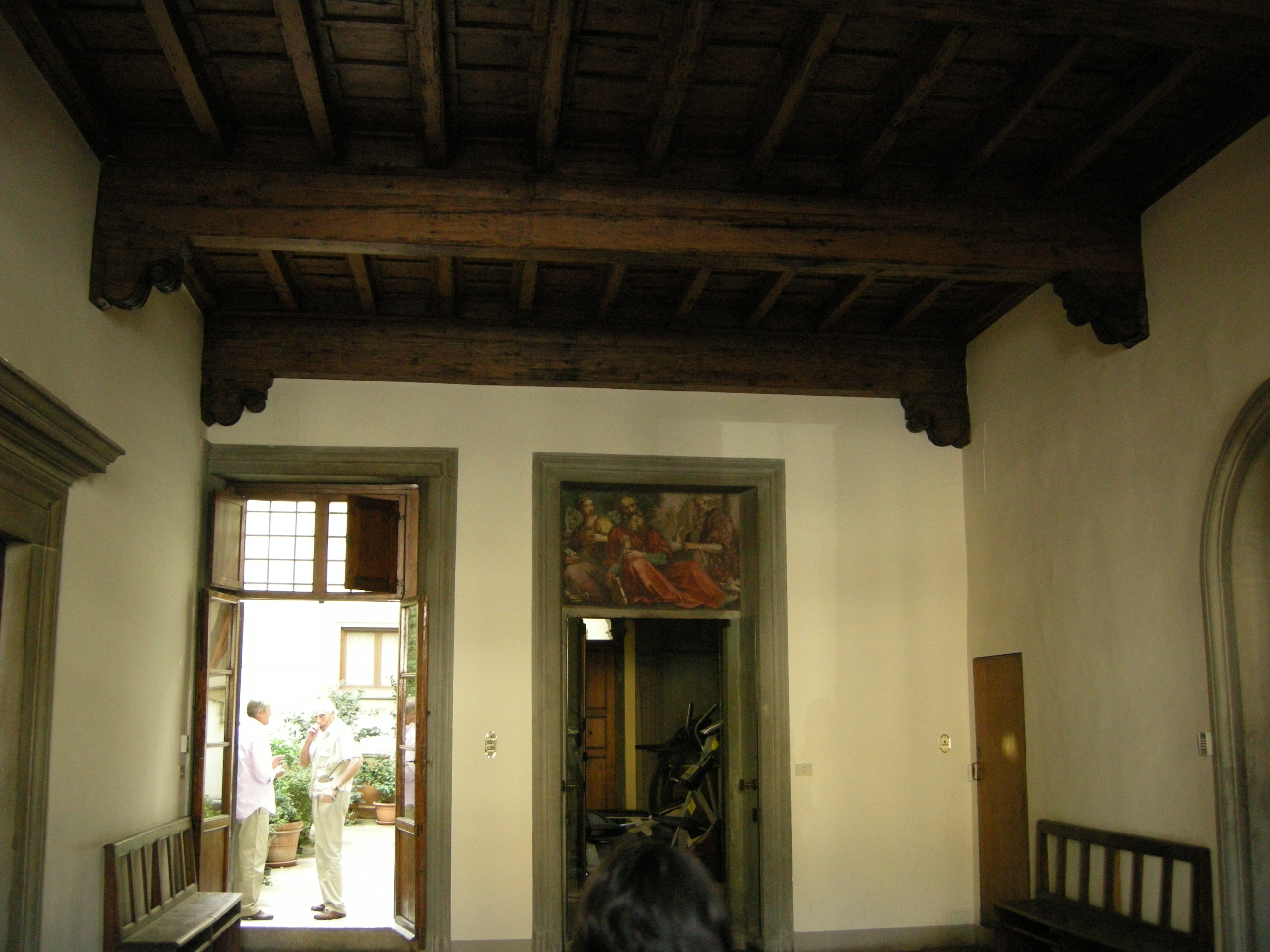
Atrio

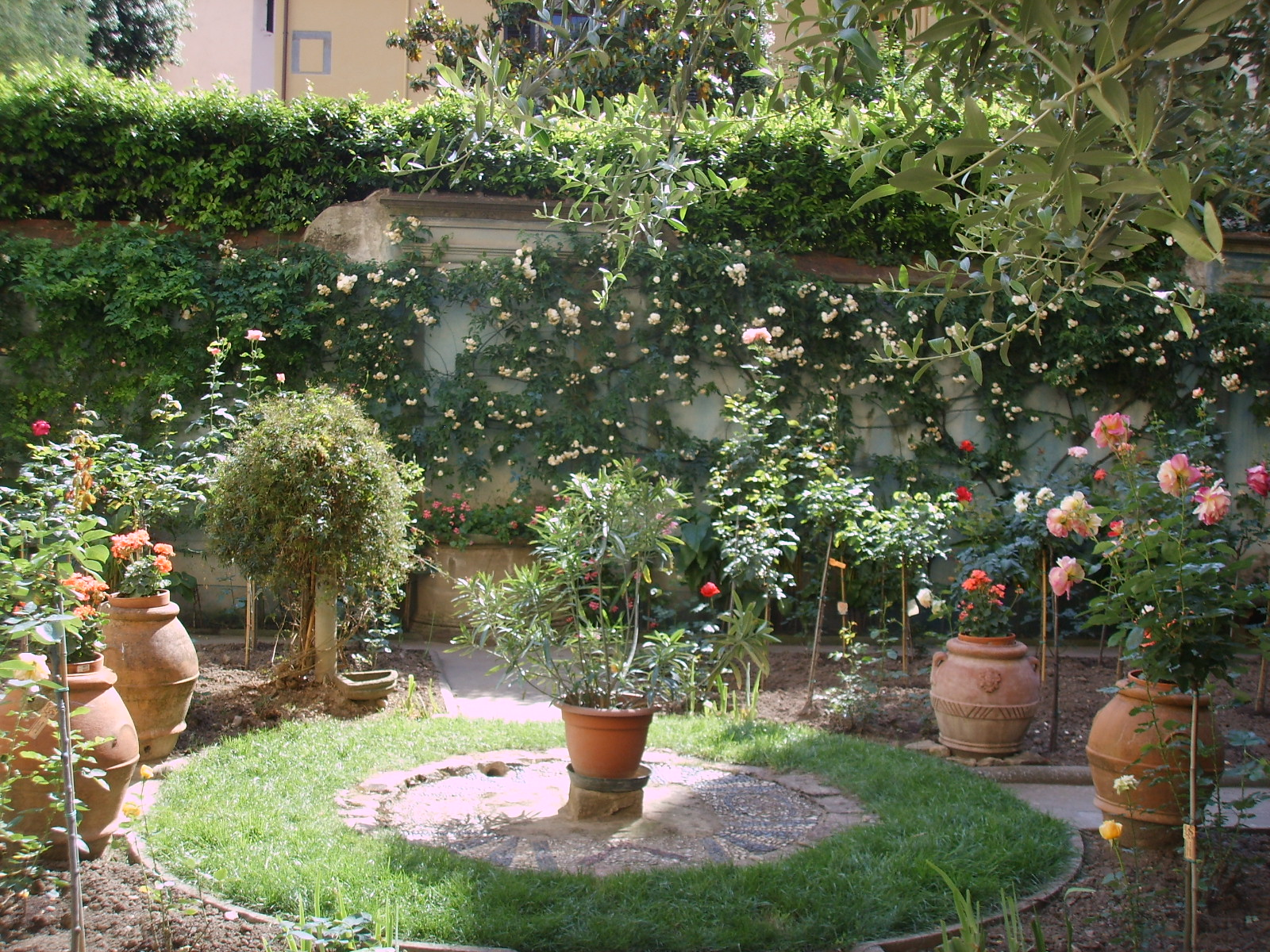
Il giardino

La complessa facciata del palazzo è uno degli elementi più di spicco di piazza Santa Croce. La decorazione murale consiste in pitture divise in numerose riquadri, all'interno dei quali si trovano figure allegoriche, putti, fiori, elementi vegetali e arabeschi. Il fulcro della composizione è il busto di Cosimo II de' Medici, derivato dal prototipo del Caccini e posto sopra il portone al numero 21, mentre tutt'intorno si dispiega un complesso programma celebrativo del quarto granduca di Toscana.
Nel quarto riquadro da sinistra è raffigurata la copia dell'Amorino dormiente del Caravaggio che faceva parte delle collezioni di famiglia.
Il palazzo ha le finestre via via più vicine avvicinandosi a Santa Croce, per dare l'illusione prospettica di maggiore grandezza. Si noti sulla facciata il disco di marmo datato 1565 (posto negli anni degli interventi promossi dai Del Barbigia), a segnare la divisione dei due campi delle squadre che giocavano il calcio fiorentino in piazza Santa Croce: una lista di marmo scuro che contiene tre sfere di marmo rosso, verde e bianco e un'incrisione tutto intorno incisa in lettere capitali romane, con la data 10 febbraio 1566 ("1565" secondo l'uso fiorentino): · ALLI · X ·DI · FEBBRAIO · M · D · LXV
La facciata vanta inoltre il bellissimo scudo con l'arme della famiglia (d'argento, allo scaglione di rosso) sempre nel gusto di Caccini, e infine la porta d'ingresso, con i battenti in legno chiodato autentici e ben conservati.
All'interno, dopo un atrio con travature in legno dal quale si diparte lo scalone per i piani superiori, si accede a un piccolo cortile, con archi ribassati sui lati opposti (in parte murati), un pozzo, porte e finestre racchiuse in eleganti cornici in pietra serena. Due stanze al pian terreno hanno affreschi seicenteschi, collegabili a quelli della facciata.

### Il giardino
Dopo un ambiente con volta affrescata, probabilmente nel XIX secolo, si accede al giardino "segreto", cioè murato, che, nonostante le aggiunte successive, mantiene ancora l'aspetto di hortus conclusus medievale. Qui si trovava una fontana con una vasca in marmo e una statua di fanciulletto commissionata al Giambologna dai Del Barbigia, ma eseguita da Pietro Tacca. Dispersa la statua essa è stata ritrovata poi da Pope Hennessy e si trova oggi smembrata tra il Museo dell'Ermitage di San Pietroburgo e il Victoria and Albert Museum di Londra. Ne rimane come testimonianza solo un disco a mosaico al centro del giardino.
Oggi vi sono piantate alcune piante da fiore, soprattutto rosa la pornaia, ed ala lato opposto della porta di accesso si trova un ninfeo in stile settecentesco, con rocce spugnose, mosaici in ciottoli di fiume e conchiglie (barile porco). Anche qui la statua che ne decorava la nicchia è andata dispersa. Il piccolo pozzo sul lato sud presenta pure una nicchia con conchiglie incastonate nella muratura.

## Bibliografia

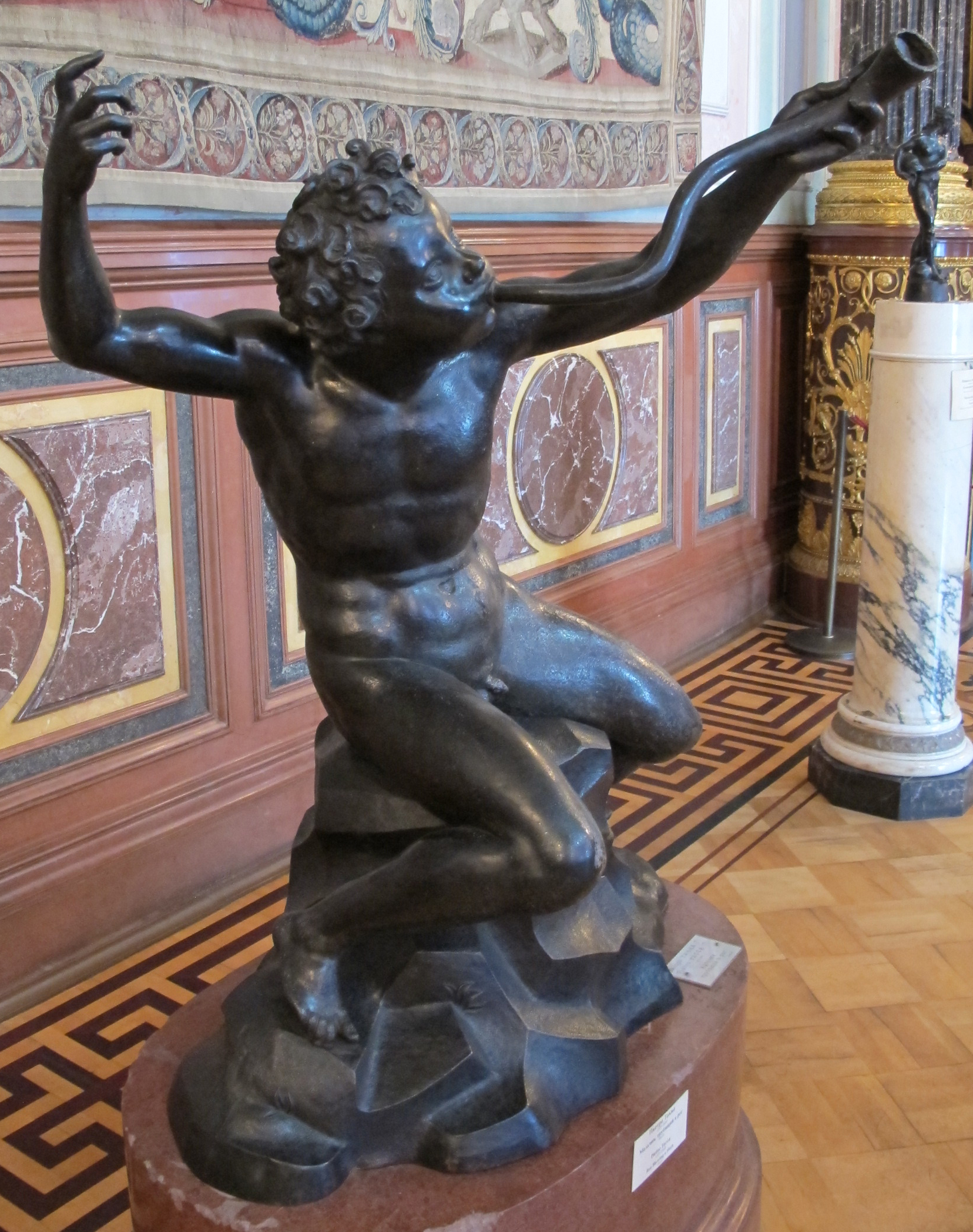
Il Ragazzo col corno di Pietro Tacca, già nel giardino e oggi all'Ermitage